# Spaniocelyphus extensus
Spaniocelyphus extensus är en tvåvingeart som beskrevs av Meijere 1919. Spaniocelyphus extensus ingår i släktet Spaniocelyphus och familjen Celyphidae. Inga underarter finns listade i Catalogue of Life.